# OR10X1
OR10X1 (англ. Olfactory receptor family 10 subfamily X member 1 (gene/pseudogene)) – білок, який кодується однойменним геном, розташованим у людей на короткому плечі 1-ї хромосоми.  Довжина поліпептидного ланцюга білка становить 326 амінокислот, а молекулярна маса — 36 446.
| 10         |  | 20         |  | 30         |  | 40         |  | 50         |
| ---------- |  | ---------- |  | ---------- |  | ---------- |  | ---------- |
| MVLNVYCCFF |  | QISDIQTMKI |  | NQTILKEFIL |  | VGFSVYPHVQ |  | TFLFVVFFCL |
| YLLTLAGNLI |  | IMGLTWVDRS |  | LHTPMYLFLS |  | ALSFSETCYT |  | LTIVPKMLED |
| LLAKDRSISV |  | TGCSLQMCFF |  | LGLGGTNCII |  | LTLMGYDRFL |  | AICNPLRYPL |
| LMTNIVCGQL |  | VASACTAGFF |  | ISLTETALIF |  | RDSFCRPNLV |  | KHFFCHMLAV |
| IRLSCIDSNH |  | TEFIITLISV |  | SGLLGTLLLI |  | ILTDVFIIST |  | VLRIPSAEGK |
| QKAFTTCASH |  | LTVVIIHFGF |  | ASIVYLKPEA |  | SGDDTLIAVP |  | YTVITPFLSP |
| IIFSLRNKDM |  | KNAFRRMMGN |  | TVALKK     |  |            |  |            |

A: Аланін

C: Цистеїн

D: Аспарагінова кислота

E: Глутамінова кислота

F: Фенілаланін

G: Гліцин

H: Гістидин

I: Ізолейцин

K: Лізин

L: Лейцин

M: Метіонін

N: Аспарагін

P: Пролін

Q: Глутамін

R: Аргінін

S: Серин

T: Треонін

V: Валін

W: Триптофан

Кодований геном білок за функціями належить до рецепторів, g-білокспряжених рецепторів, білків внутрішньоклітинного сигналінгу. 
Задіяний у такому біологічному процесі як поліморфізм. 
Локалізований у клітинній мембрані, мембрані.